# Skeleton-Juniorenweltmeisterschaft 2004
Die Skeleton-Juniorenweltmeisterschaft 2004 war die zweite Austragung der Skeleton-Juniorenweltmeisterschaft. Sowohl das Frauen- als auch das Männer-Rennen wurden am 7. Februar 2004 in Winterberg im Hochsauerland auf der Bobbahn Winterberg Hochsauerland ausgetragen. Bei den Frauen gewann die deutsche Skeletonpilotin Kathleen Lorenz den Junioren-Weltmeistertitel. Bei den Männern sicherte sich Greg Kirk aus den Vereinigten Königreich den Junioren-Weltmeistertitel.

## Teilnehmende Nationen
| Europa (9 Nationen) |                                                            |
| --- | ---------------------------------------------------------- |
| \| - Deutschland - Italien - Lettland - Niederlande - Norwegen \| - Österreich - Russland - Schweiz - Vereinigtes Königreich \| |                                                            |
| Amerika (1 Nation) |                                                            |
| - Vereinigte Staaten |                                                            |
| Ozeanien (1 Nation) |                                                            |
| - Neuseeland |                                                            |
| - Deutschland - Italien - Lettland - Niederlande - Norwegen                                                                     | - Österreich - Russland - Schweiz - Vereinigtes Königreich |

## Medaillenspiegel
| Platz | Land                   |   |   |   |   |
| ----- | ---------------------- | - | - | - | - |
| 1     | Deutschland            | 1 | – | 1 | 2 |
| 2     | Vereinigtes Königreich | 1 | – | – | 1 |
| 3     | Vereinigte Staaten     | – | 2 | – | 1 |
| 4     | Schweiz                | – | – | 1 | 1 |
| Total | Total                  | 2 | 2 | 2 | 6 |

## Medaillengewinner
| Wettbewerb | Gold            | Gold        | Silber          | Silber      | Bronze         | Bronze      |
| Wettbewerb | Sportler        | Leistung    | Sportler        | Leistung    | Sportler       | Leistung    |
| ---------- | --------------- | ----------- | --------------- | ----------- | -------------- | ----------- |
| Frauen     | Kathleen Lorenz | 2:08,36 min | Katie Uhlaender | 2:08,84 min | Jessica Kilian | 2:09,56 min |
| Männer     | Greg Kirk       | 2:05,39 min | Caleb Smith     | 2:05,65 min | Frank Rommel   | 2:06,15 min |